# 宋䂓
宋䂓，陝西臨潼縣人。明初解元、政治人物。
洪武二十三年（1390年）庚午科陝西鄉試第一名舉人，官至北平定興縣知縣。